# Castromocho (kommunhuvudort)
Castromocho är en kommunhuvudort i Spanien.   Den ligger i provinsen Provincia de Palencia och regionen Kastilien och Leon, i den centrala delen av landet, 200 km nordväst om huvudstaden Madrid. Castromocho ligger 756 meter över havet och antalet invånare är 260.
Terrängen runt Castromocho är platt. Runt Castromocho är det mycket glesbefolkat, med 4 invånare per kvadratkilometer. Närmaste större samhälle är Villarramiel, 7,4 km väster om Castromocho. Trakten runt Castromocho består till största delen av jordbruksmark.